# Distrito electoral de Starkey (condado de Hitchcock, Nebraska)
Starkey (en inglés: Starkey Precinct) es un distrito electoral ubicado en el condado de Hitchcock en el estado estadounidense de Nebraska. En el Censo de 2010 tenía una población de 29 habitantes y una densidad poblacional de 0,31 personas por km².

## Geografía
Starkey se encuentra ubicado en las coordenadas 40°13′23″N 101°9′38″O / 40.22306, -101.16056. Según la Oficina del Censo de los Estados Unidos, Starkey tiene una superficie total de 93 km², de la cual 92.92 km² corresponden a tierra firme y (0.09%) 0.08 km² es agua.

## Demografía
Según el censo de 2010, había 29 personas residiendo en Starkey. La densidad de población era de 0,31 hab./km². De los 29 habitantes, Starkey estaba compuesto por el 100% blancos, el 0% eran afroamericanos, el 0% eran amerindios, el 0% eran asiáticos, el 0% eran isleños del Pacífico, el 0% eran de otras razas y el 0% pertenecían a dos o más razas. Del total de la población el 0% eran hispanos o latinos de cualquier raza.